# إليك إرفين
إليك إرفين (بالإنجليزية: Alec Erwin)‏ هو سياسي جنوب أفريقي، ولد في 17 يناير 1948 في كيب تاون في جنوب أفريقيا. حزبياً، نشط في المؤتمر الوطني الأفريقي. وقد انتخب عضو الجمعية الوطنية لجنوب أفريقيا.